# Hohe Langhälde
Die Hohe Langhälde bei Hesselbach im Odenwaldkreis ist ein 548,3 m ü. NHN hoher Berg im Odenwald und liegt auf der baden-württembergisch-hessischen Grenze. Sie bildet den Hauptteil und das südliche Ende eines rund zweieinhalb Kilometer langen südnördlich ausgerichteten bewaldeten Bergrückens, den der Kolli (547,5 m) im Nordosten abschließt. Den Namen hat der Bergrücken von der über Schloss Waldleiningen (354,2 m) hoch und steil aufragenden Ostflanke. Nach Westen hingegen fällt der Rücken mit nur sanfter Neigung nach dem 485 m hoch gelegenen Dorf Hesselbach ab.
Die Hohe Langhälde reicht im Norden bis an den Dreiländerstein, der seit 1837 das Dreiländereck kennzeichnet, an dem in unserer Zeit die Gemeinde Mudau im Neckar-Odenwald-Kreis in Baden-Württemberg, die Gemeinde Kirchzell im Landkreis Miltenberg in Bayern sowie die Stadt Oberzent im Odenwaldkreis in Hessen zusammenstoßen.
Der Südteil der Hohen Langhälde liegt auf der Wasserscheide zwischen dem Talsystem der Itter im Westen und dem der Mud im Osten und damit auch im Zuge des Neckar-Odenwald-Limes, der hier dieser Wasserscheide in etwa folgt.